# Ethlyn T. Clough
Ethlyn T. Clough (Monroeville, 21 de agosto de 1858 – Oxford, 1936) foi uma editora de jornal americana. No final do século XIX, cinco mulheres em Michigan eram proprietárias, seja editando e administrando seus próprios jornais pessoalmente, um dos quais era Clough. Por dezoito anos, ela publicou The Brooklyn Exponente. Ela era a secretária de gravação da Associação de Imprensa da Mulher de Michigan (MWPA).

## Primeiros anos
Ethlyn Theresa Packard nasceu em Monroeville, Ohio, em 21 de agosto de 1858. Ela era filha de Daniel e Cornelia (Hubbell) Packard. Seus pais eram nativos de Ohio.

## Carreira
Em 21 de julho de 1876, ela se casou com Charles W. Clough, editor de jornal, mudando-se para Attica, Ohio. Em 1878, eles se mudaram para Clinton, Ohio, onde o marido fundou Local. Em 1881, seu marido fundou The Brooklyn Exponent. Não havendo nenhum outro jornal em Brooklyn, Michigan, e o Senhor Clough sendo um impressor prático, o local era mais favorável para o estabelecimento de um bom jornal semanal, enquanto que o periódico Exponent logo conquistou patrocínio e apoio. Mas, nunca robusto, o trabalho árduo logo começou a denunciá-lo. Com a morte de seu marido, em 30 de setembro de 1884, a Senhora Clough assumiu a direção do jornal, tendo aprendido a administrar um jornal acidentalmente durante a vida de seu marido.
Sra. Clough, agora uma viúva com quatro filhos pequenos, estava consciente de suas habilidades e, reconhecendo a necessidade de ter alguém à frente do negócio que tivesse interesse financeiro em seu sucesso, ela imediatamente assumiu a responsabilidade de editora e gestora, conduzindo o negócio, sustentando a si mesma e a família de três filhos, uma filha, Adelaide M., tendo sido adotada pela irmã de seu marido no momento de sua morte.

## Parcerias
Ela era membro fundadora da MWPA e, em 1890, foi eleita membro do comitê de constituição e regulamentos e, em 1893, tornou-se secretária de registro. Ela também atuou como presidente do círculo de sábado à noite do Brooklyn, membro do Bay View Reading Club, que se concentrava no estudo literário.

## Vida pessoal
Os filhos e filhas de Clough foram chamados, respectivamente de Charles R., Adelaide M., Edward F. e Eleanor Maude.
Ela morreu em 1936 e foi enterrada no Cemitério de Oxford, em Oxford, Ohio. A sala Clough Memorial da Biblioteca Pública do Brooklyn (Michigan) foi criada em 1951 em sua homenagem.

## Obras publicadas
- Norwegian Life: um relato de condições e histórias do passado e da vida contemporânea na Noruega e na Suécia. Ed. e arranjado., 1909 (em inglês)
- Oriental Life: um relato de condições e histórias do passado e da vida contemporânea na Ásia, com exceção da China, Índia e Japão, 1910 (em inglês)
- Africa: um relato de condições e histórias do passado e da vida contemporânea na África, 1911 (em inglês)
- South American Life: um relato de condições e histórias do passado e da vida contemporânea na América do Sul. ed. e organizado por Ethlyn T. Clough., 1912 (em inglês)
- German Life: um relato de condições e histórias do passado e da vida contemporânea na Alemanha., 1913 (em inglês)